# Derocheilocaris delamarei
Derocheilocaris delamarei är en kräftdjursart som beskrevs av Robert Raymond Hessler 1972. Derocheilocaris delamarei ingår i släktet Derocheilocaris och familjen Derocheilocarididae. Inga underarter finns listade i Catalogue of Life.